# São Paio do Mondego
São Paio do Mondego é uma localidade portuguesa do Município de Penacova, sede de paróquia da diocese de Coimbra, que foi sede da extinta Freguesia de São Paio do Mondego, freguesia que tinha 8,74 km² de área e 211 habitantes (2011), e, por isso, uma densidade populacional de 24,1 hab/km².
A Freguesia de São Paio do Mondego foi extinta em 2013, no âmbito de uma reforma administrativa nacional, tendo sido agregada à freguesia de São Pedro de Alva, para formar uma nova freguesia denominada União das Freguesias de São Pedro de Alva e São Paio do Mondego.
Designou-se São Paio de Farinha Podre até 1985.
O dia do patrono da freguesia comemora-se a 26 de Junho, dia de São Paio.

## População
| População da freguesia de São Paio de Mondego | População da freguesia de São Paio de Mondego | População da freguesia de São Paio de Mondego | População da freguesia de São Paio de Mondego | População da freguesia de São Paio de Mondego | População da freguesia de São Paio de Mondego | População da freguesia de São Paio de Mondego | População da freguesia de São Paio de Mondego | População da freguesia de São Paio de Mondego | População da freguesia de São Paio de Mondego | População da freguesia de São Paio de Mondego | População da freguesia de São Paio de Mondego | População da freguesia de São Paio de Mondego | População da freguesia de São Paio de Mondego | População da freguesia de São Paio de Mondego |
| --------------------------------------------- | --------------------------------------------- | --------------------------------------------- | --------------------------------------------- | --------------------------------------------- | --------------------------------------------- | --------------------------------------------- | --------------------------------------------- | --------------------------------------------- | --------------------------------------------- | --------------------------------------------- | --------------------------------------------- | --------------------------------------------- | --------------------------------------------- | --------------------------------------------- |
| 1864                                          | 1878                                          | 1890                                          | 1900                                          | 1911                                          | 1920                                          | 1930                                          | 1940                                          | 1950                                          | 1960                                          | 1970                                          | 1981                                          | 1991                                          | 2001                                          | 2011                                          |
| 464                                           | 460                                           | 441                                           | 378                                           | 333                                           | 322                                           | 351                                           | 357                                           | 354                                           | 374                                           | 308                                           | 327                                           | 275                                           | 259                                           | 211                                           |

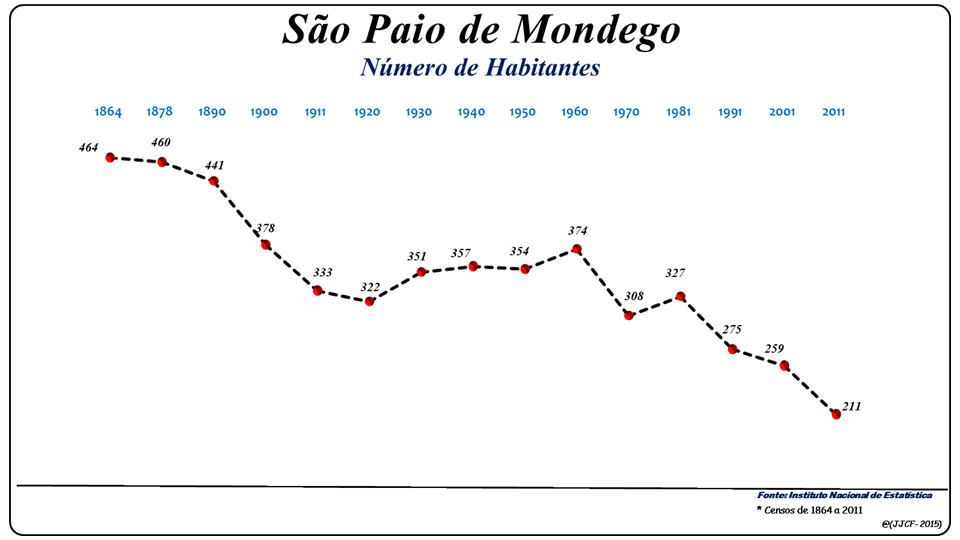
Evolução da População (1864 / 2011)

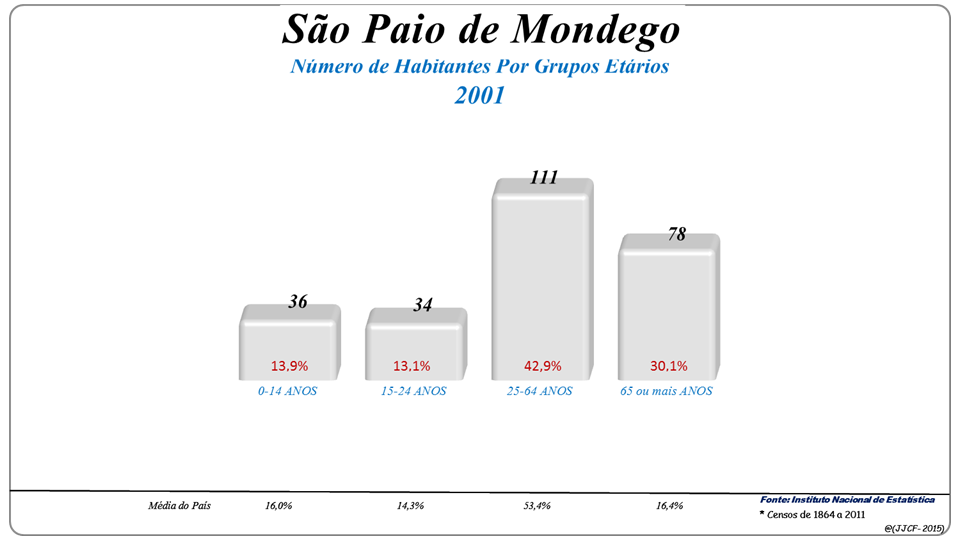
Grupos Etários (2001 e 2011)

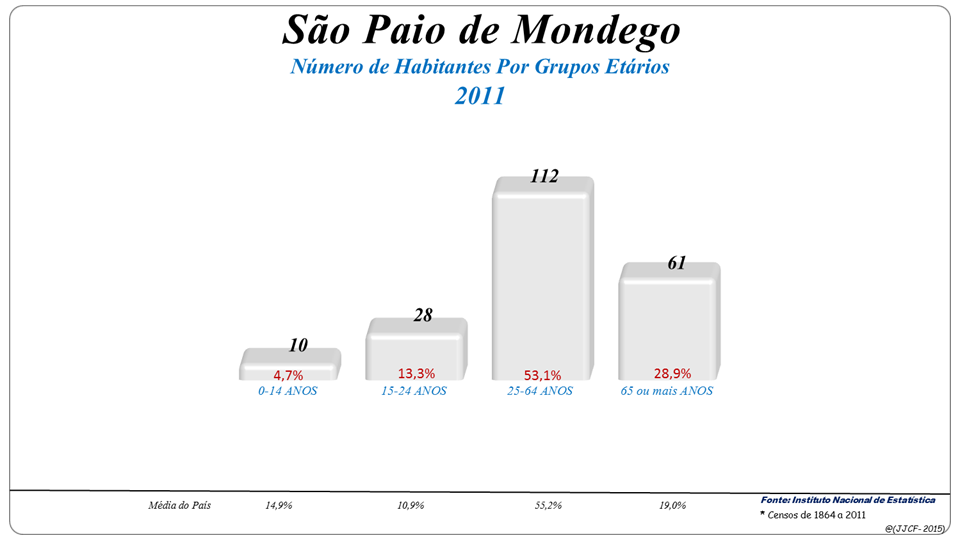
Grupos Etários (2001 e 2011)

Nos anos de 1864 a 1890 pertencia ao concelho de Tábua, passando para o actual concelho (atual município) por decreto de 13 de janeiro de 1898 (Fonte: INE)

## Figuras de Destaque
- Paulo Madeira - Ex-jogador de futebol internacional, com carreira pelo Sport Lisboa e Benfica;
- Álvaro Barbosa Ribeiro - Advogado e industrial, deputado à Assembleia Nacional (1973-1974);
- Alípio Ribeiro Barbosa Coimbra - Fundador da Cerâmica Estrela d`Alva, presidente da Câmara de Penacova e vice-presidente da Câmara de Arganil.

## Lugares
Localidades da extinta Freguesia de São Paio do Mondego:
- Estrela de Alva
- Ermidas
- Vale das Ermidas
- Vale das Casas
- Forno
- Gândara de Cima
- São Paio do Mondego
- Vale de Açores
- Valeiro da Pedra
- Bralhada
- Pereiro
- Ribeira de São Paio

## Símbolos
- Orago Maior – São Paio
- Orago Menor – Nossa Senhora das Neves e Senhor do Calvário
- Ordenação heráldica do brasão e bandeira – Publicada no Diário da República, Nº 258 de 24 de Abril de 2001
- Armas – Escudo de ouro, mó de vermelho entre dois carvalhos arrancados de vermelho e folhados de verde; em chefe, uma estrela de azul; campanha diminuta ondada de azul e prata de três tiras. Coroa mural de prata de três torres. Listel branco, com a legenda a negro: "S. PAIO DE MONDEGO" (maiusculado).
- Bandeira– Azul. Cordão e borlas de ouro e azul. Haste e lança de ouro. Existem dois tipos de bandeiras na freguesia, uma para cerimónias e cortejos e outra para hastear em edifícios (onde existe apenas quatro ligeiras diferenças, a haste e a lança, deixam de ser de ouro e os cordões dourados e as bordas de ouro e azul também desaparecem, a bandeira passa a ser de 2x3).
- Selo – Nos termos da Lei, com a legenda: "Junta de Freguesia de S. Paio de Mondego - Penacova"

## Património
- Capelas de Nossa Senhora das Neves e do Sr. do Calvário
- Cruzeiros do Adro, do Cascalhal, do Cabo das Ruas
- Alminhas de Santo António e da Estrela de Alva
- Igreja Matriz
- Santuário de Nossa Senhora das Ermidas
- Praia Fluvial da Quinta do Barreiro
- Cerâmica Estrela de Alva - Barbosa Coimbra